# Капела свете Катарине (Стони Београд)
Капела свете Катарине је један од православних храмова Српске православне цркве у Стоном Београду (мађ. Székesfehérvár). Црква припада Будимској епархији Српске православне цркве.
Капела је посвећена светој Катарини.

## Историјат
На путу Палотаи мађ. Palotai út постоје три гробља, од којих је најмање „Усамљено“ српско гробље, које има малу, бледожуту капелицу. 
Одмах на улазу у гробље је дрвени крст на коме се налаѕи слика Христа. Капела Свете Катарине, чија апсида може да се уочи са улаза у гробље, налази се у његовој средини. Капелу је изградила Екатерина Догали 1848-1849. Унутар старог гробља из XVIII и XIX века, налазе се и новији гробови.
Капела свете Катарине у Стоном Београду је парохија Архијерејског намесништва будимског чији је Архијерејски намесник Протојереј Зоран Остојић. Администратор парохије је протојереј Павле Каплан.